# Михаел Велтер
Михаел Велтер (лукс. Michel Welter; Хедершејд, 21. март 1859 — Мандорф ле Бен, 22. април 1924) је био луксембуршки политичар и лидер Социјалистичке партије. Био је члан луксембуршке Посланичке коморе а служио је као генерални директор за пољопривреду, трговину и индустрију од 24. фебруара 1916. до 3. јануара 1917. током немачке окупације.
Био је један од најжећшич заступника Торнове владе Националног јединства. Није био способан да спречи ширење црне берзе и земља је била готово на граници глади. Посланичка комора га је жестоко критиковала 22. децембра и, иако је Торн покушавао да избегне његово смењивање он је морао да га смени и да на његово место постави Ернеста Леклера.